# Conservas de frutas

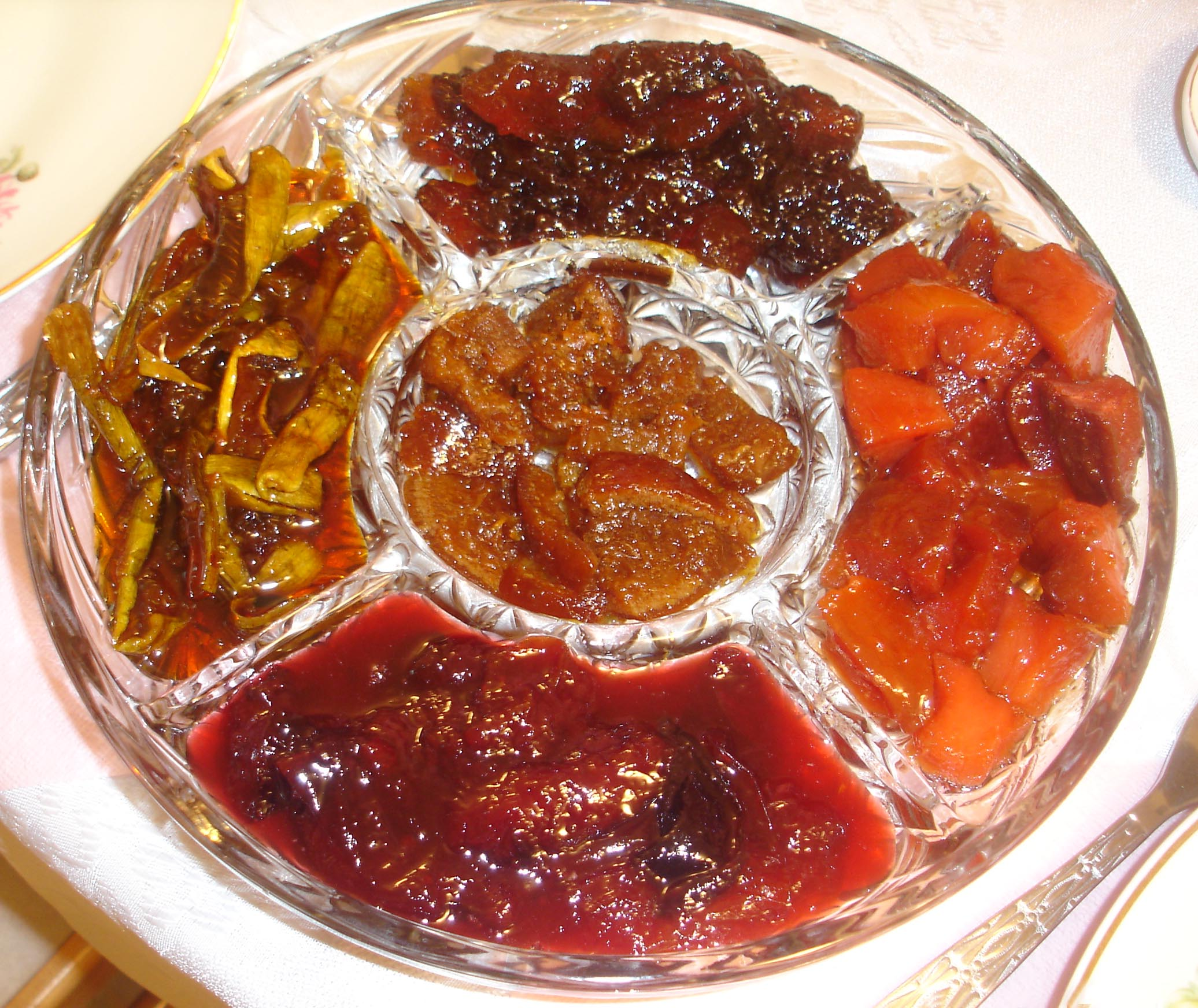
Cinco variedades de conservas de frutas (en sentido de las agujas del reloj empezando desde arriba): manzana, membrillo, ciruela, calabaza, naranja (en el centro).

Las Conservas de frutas son preparaciones de fruta cuyo principal agente conservante es el azúcar y a veces algún ácido, a menudo almacenadas en frascos de vidrio y utilizadas como condimento o Alimento untable.
Existen muchas variedades de conservas de fruta en el mundo, que se distinguen por el método de preparación, el tipo de fruta utilizada y el lugar que ocupan en la comida. Las conservas de frutas dulces, como las confituras, las jaleas y las mermeladas, suelen consumirse en el desayuno con pan o como ingrediente de una pastelería o un postre, mientras que las conservas más sabrosas y ácidas, elaboradas a partir de "Frutas Verdura", como el tomate, la Cucurbita o el calabacín, se consumen junto a alimentos salados como el queso, los embutidos y el curry.

## Terminología regional

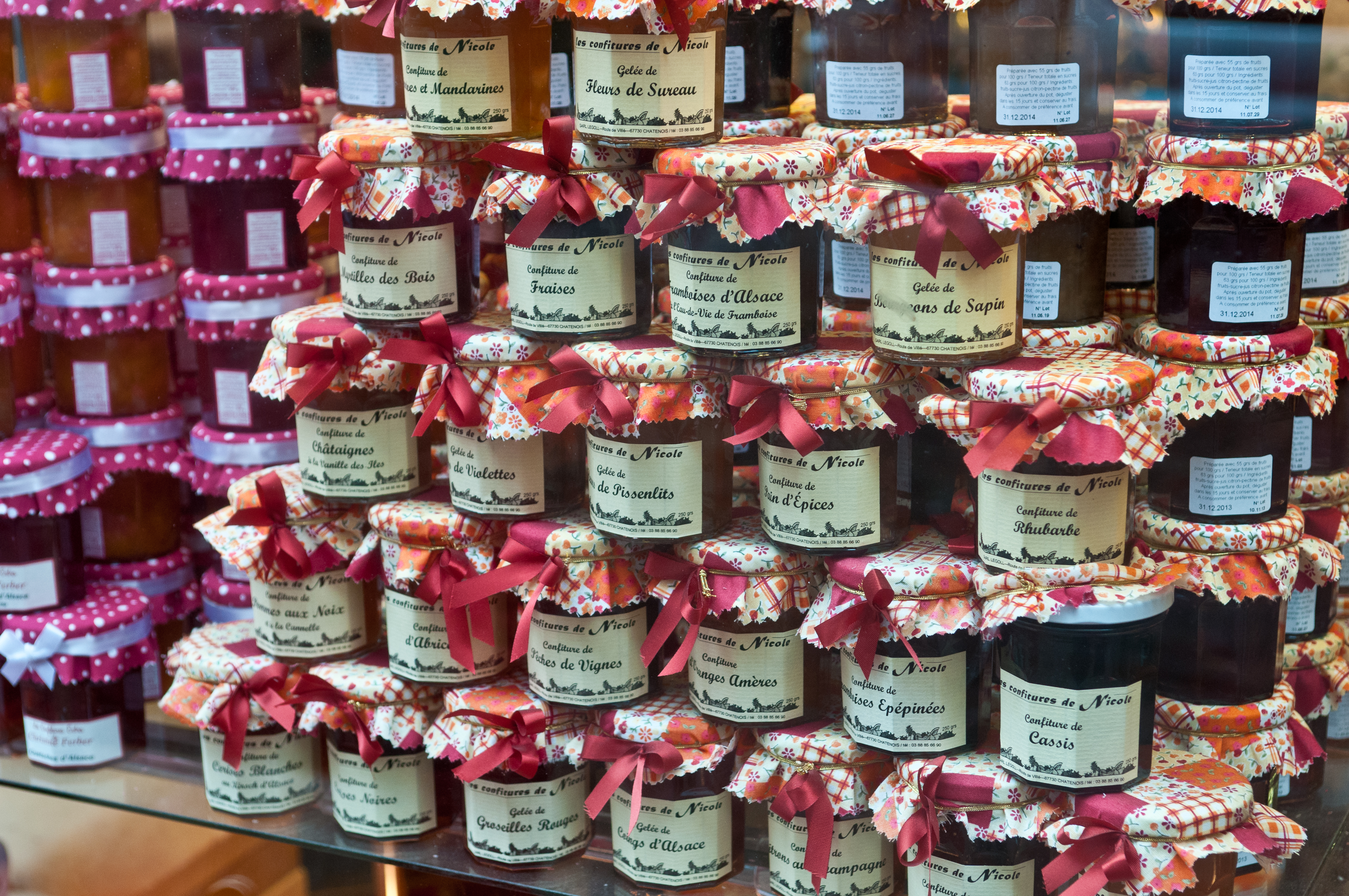
Tarros de confiture y gelée a la venta en Colmar, Francia

El término conservas suele ser intercambiable con el de mermeladas, aunque las conservas contienen trozos de fruta mientras que las mermeladas, en algunas regiones, no. Otros nombres estrechamente relacionados son: compota, chutney, confit, conserva, mantequilla de fruta, cuajada de fruta, fruta para untar, jalea, queso y mermelada.
Algunos libros de cocina definen las conservas como frutas (o verduras) enteras cocidas y gelificadas, lo que incluye una parte importante de la fruta.  En el mundo anglosajón, los dos términos están más estrictamente diferenciados y, cuando no es el caso, el término genérico más habitual es "mermelada".
El singular preserve o conserve se utiliza como sustantivo colectivo para la mermelada con alto contenido de fruta, a menudo con fines de marketing. Además, el nombre del tipo de conservas de frutas también varía.

## Variaciones

### Cheong

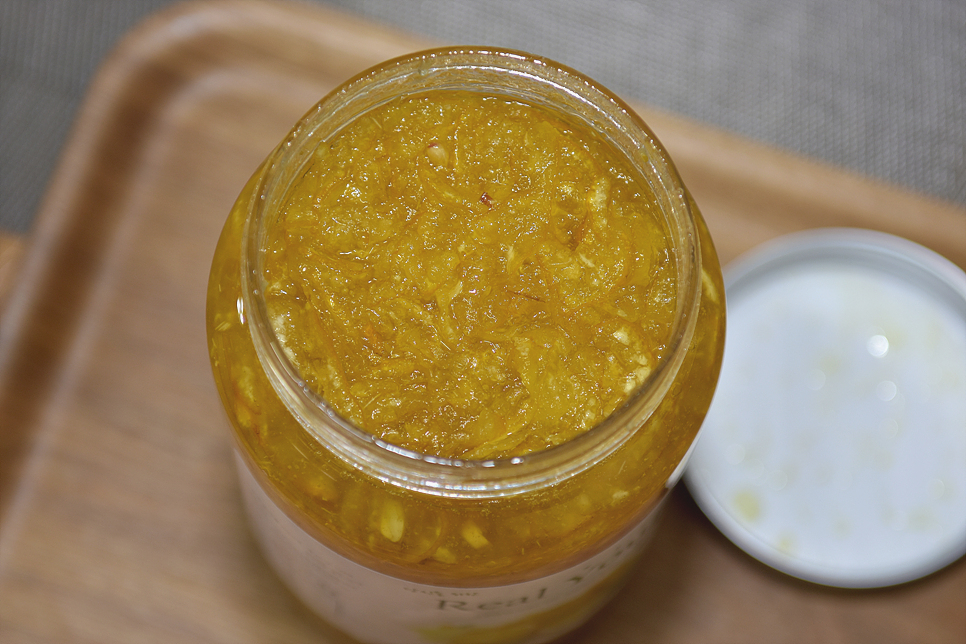
Yuja-cheong (Conserva de yuja)

Cheong es un nombre para varios alimentos endulzados en forma de jarabes, mermeladas y conservas de frutas en la cocina coreana. Se utiliza como base para el té, como sustituto de la miel o el azúcar en la cocina y como condimento.
Existen variedades líquidas como el maesil-cheong (ciruela jarabe), variedades similares a la mermelada como el yuja-cheong (yuja mermelada), y variedades parecidas a la Yuja-cheong como el mogwa-cheong (conservas de quince).

### Chutney
Un chutney es un condimento de origen indio elaborado con frutas, especias y hierbas. Aunque originalmente estaban pensados para ser consumidos poco después de su preparación, los chutneys modernos se elaboran a menudo para ser vendidos, por lo que requieren conservantes -a menudo azúcar y vinagre- para garantizar una vida útil adecuada. El chutney de mango, por ejemplo, consiste en mangos reducidos con azúcar.

### Confit
Confit, participio pasado del verbo francés confire, "conservar", se aplica tanto a la conservación de carnes, y a las frutas o verduras condimentadas y cocinadas con miel o azúcar hasta obtener una mermelada. Los confitados salados, como los que se hacen con ajo o hinojo, pueden requerir un aceite, como el de oliva virgen, como agente de conservación.

### Conserver

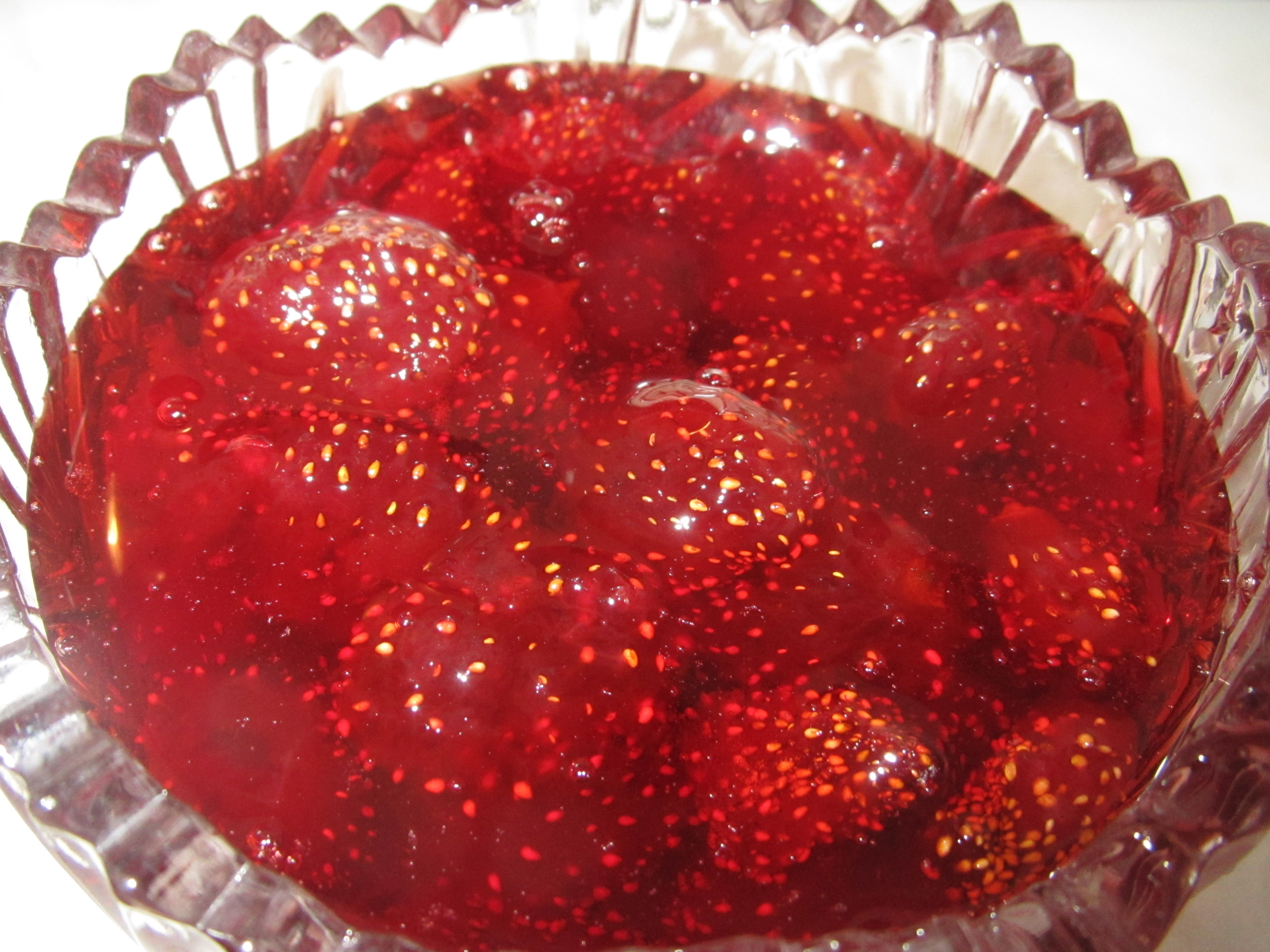
Confitura casera de fresa.

Un conserver,  es una conserva elaborada con fruta guisada en azúcar. Las conservas tradicionales de frutas enteras son especialmente populares en Europa del Este (Rusia, Ucrania, Bielorrusia) donde se denominan varenye, la región del Báltico donde se conocen con un nombre autóctono en cada uno de los países (en lituano: uogienė, en letón: ievārījums, en estonio: moos, en rumano: dulceață), así como en muchas regiones de Occidental, Central y Sur. Asia, donde se les denomina murabba. En el sureste de Europa se elabora otra versión llamada slatko. En Grecia, estos dulces se denominan dulces de cuchara y suelen ofrecerse a los invitados, junto con un vaso de agua, como gesto de hospitalidad. Fuera de esta región geográfica, las conservas de frutas enteras se conocen en Francia como confiture.
La elaboración de conservas puede ser más complicada que la de una mermelada normal; requiere cocer o, a veces, remojar la fruta en la mezcla de azúcar caliente durante el tiempo suficiente para permitir que se extraiga el sabor de la fruta,  y el azúcar para que penetren en ella, pero no tanto como para que la fruta se rompa y se licúe. Este proceso también puede lograrse extendiendo el azúcar seco sobre la fruta cruda en capas, y dejándolo durante varias horas para que penetre en la fruta y absorba el agua, y luego calentando la mezcla resultante para llevarla justo al punto de ajuste. Como consecuencia de esta cocción mínima, algunas frutas no son especialmente adecuadas para la elaboración de conservas, ya que requieren una cocción más prolongada para evitar problemas como la dureza de la piel y el deterioro. Entre estas frutas se encuentran las Grosellas y grosellas y varias ciruelas.
Debido a este periodo de cocción más corto, no se liberará tanta pectina de la fruta y, en consecuencia, las conservas, sobre todo si se cocinan en casa, tendrán a veces un cuaje algo más blando que algunas mermeladas.
Existe una definición alternativa de conserva: una confección hecha con una mezcla de frutas o verduras. Las conservas en este sentido también pueden incluir frutas secas o frutos secos.

## Uso

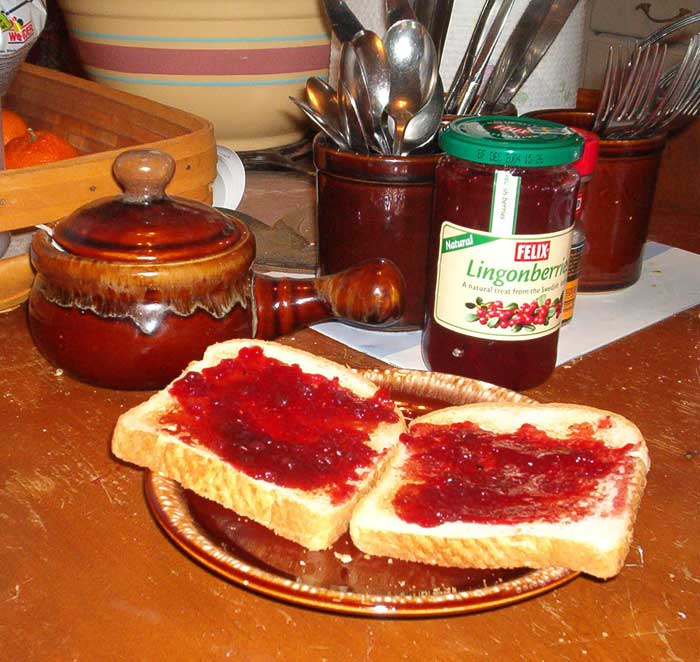
tostada con mermelada de arándano rojo (Vaccinium vitis-idaea).

Las conservas de frutas se utilizan en muchas preparaciones y recetas alimenticias; algunos ejemplos son:
- Untado en tostada
- Parte de un sándwich de mantequilla de cacahuete y jalea
- El ingrediente clave de un sándwich de mermelada
- Se utiliza para rellenar los bizcochos de un sándwich
- Se utiliza para unir dos o más capas de un pastel, especialmente el Bizcocho